# Golpe de Estado en Dahomey de 1963
El Golpe de Estado en Dahomey de 1963 ocurrió el 28 de ese octubre de ese año, cuando Christopher Soglo tomó el control de la República de Dahomey para evitar el estallido de una guerra civil. Derrocó a Hubert Maga, cuya presidencia enfrentó un estancamiento económico extremo y una serie de otros problemas.

## Antecedentes
La colonia de África occidental del Dahomey francés, actualmente la nación de Benín, fue en gran medida ignorada por los franceses durante su era colonial en el África Occidental Francesa. Dahomey tenía una economía débil debido a la falta de recursos naturales conocidos, siendo 1924 la última vez que la colonia tuvo una balanza comercial positiva. Su principal producto de exportación eran los intelectuales y era conocido como el Barrio Latino de África debido a su rico paisaje cultural.
El 1 de agosto de 1960 Dahomey obtuvo su independencia y el destacada político Hubert Maga fue elegido como su primer presidente. En ese momento, Dahomey también se enfrentaba a una importante recesión económica y, tras la Independencia, Francia suspendió sus subsidios. Maga ayudó a contrarrestar esto invirtiendo en infraestructura y alentando a los funcionarios públicos a tomar Dahomey como su residencia. Aun así, el Producto Interno Bruto de Dahomey creció apenas un 1,4% anual entre 1957 y 1965, lo que convirtió a la economía de Dahomey en una de las más débiles de África.
El estancamiento económico desencadenó intensas actitudes regionalistas en Dahomey. Los partidos que personificaron la idea surgieron con las elecciones a la Asamblea Nacional francesa de 1951: Aprovechando el creciente cinismo por la dominación del sur de Dahomey en la política de la colonia francesa, Maga se alió con las tribus del norte y consiguió uno de los escaños en disputa. Sourou-Migan Apithy, a quien el académico Samuel Decalo describió como «el abuelo de la política dahomeyana», mantuvo el segundo escaño, que había ganado por primera vez en 1945. Apithy representaba a las personas que vivían en el sureste de Benín, mientras que una tercera figura, Justin Ahomadégbé-Tomêtin, representaba el suroeste. Los intentos de contrarrestar el regionalismo fracasaron, al igual que el establecimiento de un Estado de partido único. Las coaliciones entre Maga, Apithy y Ahomadégbé-Tomêtin tampoco tuvieron éxito, ya que cada uno buscaba el poder absoluto.
A principios de 1961, el presidente comenzó a aplicar medidas represivas contra la prensa de la oposición y contra cualquier persona sospechosa de causar problemas, con lo que prácticamente eliminó la voz de Ahomadégbé-Tomêtin en el país. En abril, la mayoría de los miembros de la Unión Democrática Dahomeyana (UDD) habían expresado interés en unirse al Partido Dahomeyano de la Unidad (PDU), y Maga no sólo lo apoyó sino que lo alentó. Una excepción notable fue el propio Ahomadégbé-Tomêtin. Maga pronto tomó la decisión por él y disolvió toda la UDD el 11 de abril.  Luego, Maga intentó diseñar un plan de crecimiento de cuatro años, que comenzaría el 1 de enero de 1962, que contenía muchos actos ambiciosos. Fue diseñado para aumentar el rendimiento en la agricultura  y fue financiado por capital francés. Parte del plan era recortar todos los salarios en un diez por ciento. Los jóvenes dahomeyanos contribuirían con "inversión humana" o trabajo forzoso en los campos.
Maga decidió reorganizar el gabinete en febrero de 1962. Añadió las responsabilidades de Planificación y Desarrollo a la oficina de Apithy para saciar su aparentemente insaciable sed de poder. Sin embargo, acusó a Maga de ser un dictador, y la serie de manifestaciones que coordinó el vicepresidente acabarían derrocando a su jefe. No fueron provocados por el propio Maga, sino por el asesinato de David Dessou.

## Preludio: Disturbios de Dessou
En enero de 1962 se produjo el envenenamiento de Dessou, funcionario de la subprefectura de Sakété.  El diputado de su circunscripción, llamado Christophe Bokhiri, fue acusado del crimen y debidamente detenido. Fue puesto en libertad después de que sus compañeros diputados en la Asamblea Nacional solicitaron suspender el proceso en su contra en virtud de las cláusulas de inmunidad parlamentaria de la Constitución de Dahomey, específicamente el artículo 37. Mientras tanto, Maga estuvo en París (Francia) durante todo esto.
El pueblo de Dahomey, por el contrario, se mostró indignado por la liberación de Bokhiri. Incitaron a enfrentamientos raciales en el verano de 1963, ya que el asesino y la víctima pertenecían a tribus diferentes. Se organizaron manifestaciones en Porto Novo el 21 de octubre y pronto se extendieron a Cotonú. Se mantuvieron en cierto modo en orden antes de que los sindicalistas se involucraran. Aunque todavía estaban liderados por Maga, los sindicalistas estaban molestos por el recorte salarial y utilizaron el caso para promover sus intereses. Además, criticaron lo que llamaron la «despilfarradora» de Maga, como la construcción de un palacio presidencial. La mayoría de las manifestaciones fueron pacíficas, aunque varios manifestantes destruyeron un cartel que contenía el nombre de Maga en un hospital. Seis sindicalistas fueron detenidos el segundo día de manifestaciones, lo que provocó que los sindicatos convocaran una huelga general. Al final del segundo día, los manifestantes obligaron a la Asamblea Nacional a encarcelar nuevamente a Bokhiri, a la vez que simultáneamente impuso un toque de queda.
A la luz de los recientes acontecimientos, Maga canceló su viaje a Estados Unidos y regresó inmediatamente a Dahomey. Apelando a la paz, convocó una sesión especial de la Asamblea Nacional. Los manifestantes y sindicalistas se mostraron indiferentes ante estas acciones; cuando Maga estuvo de acuerdo con sus demandas y reemplazó su gobierno por uno provisional en el que Apithy y Ahomadégbé-Tomêtin tenían la misma posición, se organizaron para rechazar este nuevo orden. Los norteños armados llegaron a Cotonú para apoyar a Maga y se enfrentaron con los disidentes, matando a dos. Los manifestantes, sin embargo, no regresarían a sus trabajos hasta que Maga ya no ocupara el suyo.

## Desarrollo del Golpe
El 28 de octubre, Christopher Soglo, el jefe de Estado Mayor del Ejército de Dahomey, que para entonces contaba con 800 hombres, tomó el control del país para evitar el estallido de una guerra civil. Inmediatamente, destituyó el gabinete, disolvió la Asamblea, suspendió la constitución y prohibió todas las manifestaciones. Después de que Maga firmara su renuncia el mismo día, Soglo otorgó a Maga, Apithy y Ahomadégbé-Tomêtin los poderes del Ministerio de Estado. Posteriormente, el Sur de Dahomey creó una estatua en honor a este día en la historia nacional.
Las huelgas terminaron al día siguiente. Las razones del derrocamiento de Maga fueron el "lujoso estilo de vida de los gobernantes, el aumento abusivo del número de cargos ministeriales, las demandas sociales insatisfechas, las promesas incumplidas, el aumento del costo de la vida y las medidas antidemocráticas que martirizaron al pueblo y redujeron ellos a la nada".

## Posterioridad
El gobierno provisional disolvió el PDU y lo reemplazó por un Partido Democrático Dahomeyano (PDD). Anunció que el 15 de diciembre se celebraría un referéndum sobre el estado de la constitución, aunque no se celebró hasta el 5 de enero de 1964. Al mismo tiempo, se estableció un comité para investigar las presuntas irregularidades cometidas por la administración Maga. A finales de noviembre, comenzó a procesar a miembros del gabinete, como el ministro de Economía Nacional y el ministro de Finanzas, por malversación de fondos públicos; pronto, Maga también se encontraría en la cárcel.
Soglo y Maga eran amigos. Sin embargo, a principios de diciembre, Soglo descubrió un complot para asesinarlo y culpó a Maga, quien renunció a su cargo el 4 de diciembre. Unos días después del descubrimiento, fue puesto bajo arresto domiciliario junto con cuatro exmiembros del gabinete. En una investigación oficial se retiró el cargo de conspiración, pero Maga seguía siendo culpable de corrupción. Tras un nuevo juicio en marzo de 1964, Maga salió de prisión y se exilió en París.